# Franciotto Orsini
, o Francesco (Roma, 1473 – Roma, 10 gennaio 1534), è stato un militare e cardinale italiano della Chiesa cattolica, nominato da papa Leone X.

## Biografia

Stemma di Franciotto Orsini

Nacque a Roma (?) nel 1473, figlio di Orso Orsini signore di Monterotondo e di Costanza Savelli, cugino di papa Leone X. La famiglia Orsini all'epoca della sua nascita aveva già dato due papi alla Chiesa cattolica e un terzo, Benedetto XIII, lo avrebbe dato nel XVIII secolo, senza contare gli innumerevoli cardinali.
Fu educato a Firenze da Lorenzo de' Medici  "il Magnifico". Prese parte a diverse imprese militari.
Dopo essere rimasto vedovo prese i voti.  Fu protonotario apostolico.
Fu nominato cardinale nel concistoro del luglio 1517 e ricevette la porpora e la diaconia di San Giovanni in Velabro il 6 luglio 1517. Nel 1520 fu nominato arciprete della Basilica Vaticana, carica che mantenne fino al 1530. Partecipò ai conclavi del 1521-1522 e 1523. Ricoprì diverse cariche. Durante il sacco di Roma fu compagno di papa Clemente VII in Castel Sant'Angelo, finché non dovette consegnarsi come ostaggio in seguito all'accordo del 5 giugno 1527, con altri quattro prelati.
Morì a Roma il 10 gennaio 1534 e fu sepolto nella Basilica Patriarcale Vaticana.

## Discendenza
Dal matrimonio con Violante Orsini di Mugnano ebbe cinque figli:
- Costanzo, morto giovane
- Ottavio (?-1552 ca.), uomo d'armi
- Orso, morto giovane
- Clarice, sposò Giancorrado Orsini
- Cecilia (1497-1579), sposò Alberto III Pio di Savoia.

Ebbe anche un figlio naturale, Annibale, religioso.

## Ascendenza
|                                           |                                   |                                                 | Genitori                                   |  |  | Nonni |  |  | Bisnonni                               |  |  | Trisnonni                                    |  |
|                                           |                                   |                                                 |                                            |  |  |       |  |  | Orso Orsini, V signore di Monterotondo |  |  | Francesco Orsini, IV signore di Monterotondo |  |
|                                           |                                   |                                                 |                                            |  |  |       |  |  | Orso Orsini, V signore di Monterotondo |  |  | Francesco Orsini, IV signore di Monterotondo |  |
|                                           |                                   | Costanza Annibaldeschi                          |                                            |  |  |       |  |  | Orso Orsini, V signore di Monterotondo |  |  |                                              |  |
| Jacopo Orsini, VI signore di Monterotondo |                                   |                                                 |                                            |  |  |       |  |  | Orso Orsini, V signore di Monterotondo |  |  |                                              |  |
|                                           |                                   | Lucrezia Conti                                  | Ildebrandino Conti, signore di Valmontone  |  |  |       |  |  |                                        |  |  |                                              |  |
|                                           |                                   | Lucrezia Conti                                  | Ildebrandino Conti, signore di Valmontone  |  |  |       |  |  |                                        |  |  |                                              |  |
|                                           |                                   | Lucrezia Conti                                  | Caterina di Sangro                         |  |  |       |  |  |                                        |  |  |                                              |  |
| Orso Orsini, VII signore di Monterotondo  |                                   | Lucrezia Conti                                  |                                            |  |  |       |  |  |                                        |  |  |                                              |  |
|                                           |                                   | Carlo Orsini, I signore di Bracciano            | Giovanni Orsini, V signore di Vicovaro     |  |  |       |  |  |                                        |  |  |                                              |  |
|                                           |                                   | Carlo Orsini, I signore di Bracciano            | Giovanni Orsini, V signore di Vicovaro     |  |  |       |  |  |                                        |  |  |                                              |  |
|                                           |                                   | Carlo Orsini, I signore di Bracciano            | Bartolomea Spinelli                        |  |  |       |  |  |                                        |  |  |                                              |  |
| Maddalena Orsini                          |                                   | Carlo Orsini, I signore di Bracciano            |                                            |  |  |       |  |  |                                        |  |  |                                              |  |
|                                           |                                   | Paola Gironima Orsini                           | Giacomo Orsini, V conte di Tagliacozzo     |  |  |       |  |  |                                        |  |  |                                              |  |
|                                           |                                   | Paola Gironima Orsini                           | Giacomo Orsini, V conte di Tagliacozzo     |  |  |       |  |  |                                        |  |  |                                              |  |
|                                           |                                   | Paola Gironima Orsini                           | Isabella da Marzano                        |  |  |       |  |  |                                        |  |  |                                              |  |
| Franciotto Orsini                         |                                   | Paola Gironima Orsini                           |                                            |  |  |       |  |  |                                        |  |  |                                              |  |
|                                           | Luca Savelli, V signore di Albano | Giovanni Battista Savelli, IV signore di Albano |                                            |  |  |       |  |  |                                        |  |  |                                              |  |
|                                           | Luca Savelli, V signore di Albano | Giovanni Battista Savelli, IV signore di Albano |                                            |  |  |       |  |  |                                        |  |  |                                              |  |
|                                           | Luca Savelli, V signore di Albano | …                                               |                                            |  |  |       |  |  |                                        |  |  |                                              |  |
| Guglielmo Savelli                         | Luca Savelli, V signore di Albano |                                                 |                                            |  |  |       |  |  |                                        |  |  |                                              |  |
|                                           |                                   | Lieta da Carrara                                | Giacomo II da Carrara, V signore di Padova |  |  |       |  |  |                                        |  |  |                                              |  |
|                                           |                                   | Lieta da Carrara                                | Giacomo II da Carrara, V signore di Padova |  |  |       |  |  |                                        |  |  |                                              |  |
|                                           |                                   | Lieta da Carrara                                | Costanza da Polenta                        |  |  |       |  |  |                                        |  |  |                                              |  |
| Constanza Savelli                         |                                   | Lieta da Carrara                                |                                            |  |  |       |  |  |                                        |  |  |                                              |  |
|                                           |                                   | …                                               | …                                          |  |  |       |  |  |                                        |  |  |                                              |  |
|                                           |                                   | …                                               | …                                          |  |  |       |  |  |                                        |  |  |                                              |  |
|                                           |                                   | …                                               | …                                          |  |  |       |  |  |                                        |  |  |                                              |  |
| Jacopa Colonna                            |                                   | …                                               |                                            |  |  |       |  |  |                                        |  |  |                                              |  |
|                                           |                                   | …                                               | …                                          |  |  |       |  |  |                                        |  |  |                                              |  |
|                                           |                                   | …                                               | …                                          |  |  |       |  |  |                                        |  |  |                                              |  |
|                                           |                                   | …                                               | …                                          |  |  |       |  |  |                                        |  |  |                                              |  |
|                                           |                                   | …                                               |                                            |  |  |       |  |  |                                        |  |  |                                              |  |